# MS-DOS
MS-DOS staat voor Microsoft Disk Operating System. Dit was een van de eerste besturingssystemen voor personal computers.

## Geschiedenis
Toen IBM zijn IBM-PC ontwikkelde had men aanvankelijk een eigen besturingssysteem in gedachten. De BASIC-interpreter zou door Microsoft van Bill Gates geleverd worden.
Toen het eigen besturingssysteem echter niet vlotte, wendde IBM zich tot Microsoft. Er werd een deal gesloten dat Microsoft een besturingssysteem zou schrijven. Bill Gates besloot er niet zelf aan te beginnen, maar ging op zoek naar een geschikt product bij andere bedrijven.
Het besturingssysteem dat hij vond was QDOS (een van CP/M afgeleid Quick and Dirty Operating System, vandaar die 'D'), dat Microsoft voor de som van 50.000 dollar kocht om het vervolgens zelf verder te ontwikkelen. Microsoft paste het systeem aan volgens de wensen van IBM, dat het onder de naam PC-DOS verkocht.
In het contract met IBM stond echter dat Microsoft DOS ook zelfstandig mocht verkopen aan derden. Microsoft deed dit onder de naam MS-DOS. Toen naast de IBM-PC ook PC-klonen op de markt kwamen, werd MS-DOS snel populair en begon Microsoft aan zijn opmars in de computerwereld.

## MS-DOS in Windows
Windows 95, Windows 98 en Windows Me alsook de versies daarvoor maken gebruik van MS-DOS om te starten, waarna de grafische schil het overneemt. MS-DOS is geen multitaskingbesturingssysteem, wat betekent dat er maar één programma tegelijkertijd kan werken. Door het gebruik van virtuele processoren (in praktijk de V86 mode van de 80386-processor en hoger) is het echter mogelijk verschillende MS-DOS-programma's ieder in hun eigen virtuele computer te laten draaien. Deze methode kan echter problematisch zijn omdat veel MS-DOS-programma's direct de hardware willen besturen. Een geavanceerd besturingssysteem kan dit toelaten, maar dan ten koste van de stabiliteit (het verkeerd instellen van de hardware kan de computer doen crashen), ofwel de hardware virtualiseren, waarbij het besturingssysteem in de gaten houdt wat het MS-DOS-programma met de hardware doet.
De besturingssystemen Windows 3.x en 9x staan directe communicatie met de hardware toe, tenzij een driver (besturingsprogramma) deze virtualiseert. De Windows NT-besturingssystemen staan dit niet toe; er moet altijd een driver zijn die de hardware toegankelijk maakt voor een MS-DOS-programma. De Windows NT-besturingssystemen kunnen echter geen invloed uitoefenen op de wijze waarop de drivers van derden de hardware aanspreken. OS/2 hanteert dezelfde filosofie als Windows NT, echter de gebruiker kan voor individuele programma's instellen dat deze rechtstreeks de hardware mogen aansturen.

## Versies van MS-DOS
| Datum         | Versie | Nieuwigheden |
| ------------- | ------ | --- |
| augustus 1981 | 1.0    | Introductie autoexec.bat |
| maart 1982    | 1.1    | Datum en tijd te wijzigen via de commandoregel Ondersteuning voor dubbelzijdige diskettes |
| maart 1982    | 1.25   | Eerste OEM-versie Nieuwe opdracht: VERIFY |
| maart 1983    | 2.0    | Ondersteuning voor harde schijven en subdirectory's Meerdere bestanden tegelijkertijd te openen Printerbuffer geïntroduceerd Introductie ANSI-driver Ondersteuning voor installeerbare stuurprogramma's |
| oktober 1983  | 2.1    | |
| augustus 1984 | 3.0    | Ondersteuning voor netwerken |
| maart 1985    | 3.1    | |
| december 1985 | 3.2    | Introductie XCOPY |
| april 1987    | 3.3    | Introductie NLSFUNC en FASTOPEN Ondersteuning voor meerdere DOS-partities |
| november 1989 | 3.31   | Ondersteuning voor partities groter dan 32 MB (Deze versie werd niet door alle computerfabrikanten geleverd)                                                                                            |
| juni 1988     | 4.0    | Introductie DOSSHELL Ondersteuning voor partities groter dan 32 MB |
| juni 1991     | 5.0    | Introductie QBASIC, EDIT, UNDELETE, UNFORMAT en MIRROR Geheugenoptimalisatie Eerste versie van MS-DOS te koop voor consumenten                                                                          |
| augustus 1993 | 6.0    | Introductie Doublespace (schijfcompressie) en Defrag (schijfdefragmentatie) Inclusief antivirus Ondersteuning voor meerdere configuraties in config.sys                                                 |
| 1993          | 6.1    | Versienummer alleen door IBM PC-DOS gebruikt. |
| 1993          | 6.2    | Introductie Scandisk |
| 1993          | 6.21   | Versie zonder DoubleSpace als gevolg van de rechtszaak van Stac Electronics. |
| 1994          | 6.22   | DriveSpace in plaats van DoubleSpace |
| 1995          | 7.0    | Bijgeleverd bij Windows 95 De computer wordt gewoonlijk opgestart met MS-DOS "verborgen" in Windows Ondersteuning voor lange bestandsnamen van Windows 95 (niet in MS-DOS-modus)                        |
| 1997          | 7.1    | Bijgeleverd bij Windows 95 OSR2 en Windows 98 Introductie FAT32 |
| 2000          | 8.0    | Bijgeleverd bij Windows Me Geen SYS-commando meer Geen mogelijkheid op te starten met commandoregel |

## Laatste versie
De ontwikkeling van MS-DOS als zelfstandig besturingssysteem is gestaakt. De laatste zelfstandige versie was 6.22. Vanaf versie 7.0 is MS-DOS geen los besturingssysteem meer, maar rechtstreeks geïntegreerd in Windows. In Windows 95 en 98 was MS-DOS nog redelijk zichtbaar, in Windows Me echter zijn de meeste sporen uitgewist. Een Chinese MS-DOS-fan (Wengier) heeft een zelfstandige versie van de meest uitgebreide versie gemaakt. Dit is MS-DOS 7.1, door Microsoft geïntroduceerd met Windows 95 OSR2; deze was voor iedereen gratis te downloaden, maar op dit moment is dit niet meer mogelijk.

## Openbaarmaking broncode
In 2014 heeft Microsoft in samenwerking met het Computer History Museum de broncode van MS-DOS 1.1 en 2.0 openbaar gemaakt.
In april 2024 is de broncode van DOS 4.0  eveneens openbaar gemaakt.